# Villem-Johannes Jaanson
Villem-Johannes Jaanson (ur. 22 października 1905 w Paluperze, zm. 25 maja 1983 w Sztokholmie) – estoński strzelec, wielokrotny medalista mistrzostw świata.

## Życiorys
Ukończył szkołę wiejską w Udernie, a w 1927 roku szkołę podoficerską. Pierwsze treningi strzeleckie odbył w roku 1925. Od 1928 zaczął trenować tę dyscyplinę. W latach 1931–1939 był członkiem estońskiej reprezentacji w strzelectwie.
Jest siedmiokrotnym medalistą mistrzostw świata. W dorobku ma cztery złote, dwa srebrne i jeden brązowy medal. Brał udział w mistrzostwach świata w latach: 1931 (bez medalu), 1935, 1937, 1939. Jako jeden z nielicznych estońskich przedwojennych medalistów uczestniczył także w mistrzostwach w roku 1947 (lub jako jedyny) – nie zdobył jednak żadnego medalu.
Villem-Johannes Jaanson zdobył siedem tytułów mistrza Estonii (dwa indywidualnie i pięć drużynowo), a także cztery srebrne i sześć brązowych medali. Ustanawiał trzy indywidualne i siedem drużynowych rekordów Estonii.
Jaanson był zawodowym żołnierzem, pracował w szkole podoficerskiej. Był także związany z firmą produkującą broń. W 1944 roku wyemigrował do Szwecji, w której zmarł w 1983 roku. Został pochowany na Norra begravningsplatsen w Solnie.
Odznaczony Orderem Krzyża Białego Związku Obrony III klasy. Za zasługi sportowe otrzymał pamiątkowy medal od Amerykańsko-Estońskiego Stowarzyszenia Sportowego (1980). W 2006 roku na cmentarzu Liiva w Tallinnie został odsłonięty kamień upamiętniający Jaansona. 

## Osiągnięcia

### Medale na mistrzostwach świata
Opracowano na podstawie materiału źródłowego:
| Mistrzostwa   | Konkurencja                                      | Wynik                | Miejsce |
| ------------- | ------------------------------------------------ | -------------------- | ------- |
| Rzym 1935     | Karabin małokalibrowy leżąc, 50 m, drużynowo     | 1964 pkt. (druż.)    | złoto   |
| Rzym 1935     | Karabin małokalibrowy klęcząc, 50 m, drużynowo   | 1897 pkt. (druż.)    | złoto   |
| Helsinki 1937 | Karabin wojskowy, trzy postawy, 300 m, drużynowo | 2570 punktów (druż.) | brąz    |
| Helsinki 1937 | Karabin wojskowy klęcząc, 300 m, drużynowo       | 869 pkt. (druż.)     | srebro  |
| Helsinki 1937 | Karabin wojskowy stojąc, 300 m, drużynowo        | 804 pkt. (druż.)     | srebro  |
| Helsinki 1937 | Karabin małokalibrowy leżąc, 50 m, drużynowo     | 1951 pkt. (druż.)    | brąz    |
| Lucerna 1939  | Karabin małokalibrowy leżąc, 50 m, drużynowo     | 1977 pkt. (druż.)    | złoto   |

### Medale mistrzostw Estonii
Opracowano na podstawie materiału źródłowego:
| Mistrzostwa                              | Konkurencja                                       | Wynik                 | Miejsce |
| ---------------------------------------- | ------------------------------------------------- | --------------------- | ------- |
| Tallinn 1933                             | Karabin małokalibrowy leżąc, 50 m                 | 388 pkt.              | złoto   |
| Tallinn 1933                             | Karabin dowolny leżąc, 300 m                      | 391 pkt.              | złoto   |
| Tallinn 1933                             | Karabin dowolny, trzy postawy, 300 m              | 1055 pkt.             | brąz    |
| Tallinn 1933                             | Karabin dowolny klęcząc, 300 m                    | 350 pkt.              | brąz    |
| Tallinn 1933                             | Karabin dowolny stojąc, 300 m                     | 314 pkt.              | brąz    |
| Tallinn 1933                             | Karabin wojskowy stojąc, 300 m (20 strzałów)      | 154 pkt.              | brąz    |
| Tallinn, Tartu, Narva, Pärnu, 1936       | Karabin dowolny klęcząc, 300 m                    | 371 pkt.              | srebro  |
| Tallinn, Tartu, Narva, Pärnu, 1936       | Karabin dowolny leżąc, 300 m                      | 384 pkt.              | brąz    |
| Tallinn, Tartu, Narva, Pärnu, 1936       | Karabin wojskowy, trzy postawy, 300 m             | 498 pkt.              | brąz    |
| Tallinn, Tartu, Narva, Võru, Valga, 1937 | Karabin dowolny leżąc, 300 m                      | 390 pkt.              | srebro  |
| Tallinn 1938                             | Karabin wojskowy, 500 m, 600 m i 700 m, drużynowo | 145/1253 pkt. (druż.) | złoto   |
| Tallinn 1938                             | Karabin wojskowy, 500 m, 600 m i 700 m, drużynowo | 1252 pkt. (druż.)     | złoto   |
| Tallinn 1938                             | Karabin wojskowy, trzy postawy, 300 m, drużynowo  | 2552 pkt. (druż.)     | złoto   |
| Tallinn 1938                             | Karabin dowolny leżąc, 300 m                      | 391 pkt.              | srebro  |
| Tallinn 1938                             | Karabin wojskowy, 500 m, 600 m i 700 m            | 258 pkt.              | srebro  |
| Tallinn 1939                             | Karabin wojskowy, 500 m, 600 m i 700 m, drużynowo | 145/1255 pkt. (druż.) | złoto   |
| Tallinn 1939                             | Karabin wojskowy, 500 m, 600 m i 700 m, drużynowo | 1228 pkt. (druż.)     | złoto   |